# Juan Carlos Villamayor
Juan Carlos Villamayor (født 5. marts 1969) er en tidligere paraguayansk fodboldspiller.

## Paraguays fodboldlandshold
| Paraguays landshold | Paraguays landshold | Paraguays landshold |
| År                  | Kmp                 | Mål                 |
| ------------------- | ------------------- | ------------------- |
| 1993                | 2                   | 0                   |
| 1994                | 0                   | 0                   |
| 1995                | 8                   | 2                   |
| 1996                | 2                   | 1                   |
| 1997                | 6                   | 0                   |
| Total               | 18                  | 3                   |